# Línea 593 (Mar del Plata)
La línea 593 es una línea de colectivos del Partido de General Pueyrredón perteneciente a la empresa Transporte 25 de Mayo S.R.L. Anteriormente, el servicio fue prestado por la empresa "Microómnibus La Marplatense S.A.".

## Servicios
Ofrece dos servicios bien diferenciados: por un lado, uno que une el Hospital Regional con el puerto, denominado "593 Regional" o "593 larga". Este servicio parte desde el Hospital Regional, pasando por el Barrio Roldán, el Cementerio y la Av. 39. Por otro lado, la línea "593 Centro" o "593 corta" realiza un servicio entre el Puerto y Olavarria y Bvard. Marítimo, con la modalidad de "Vuelta Redonda sin espera". Esta división surge de la partición de la línea original, la cual era toda continuada pero sin tantos desvíos. Por el momento no existe trasbordo entre las dos líneas en el Puerto, como ocurría hasta hace muy poco.